# Prix Brin
Pour les articles homonymes, voir Brin.
Le prix Michael Brin en systèmes dynamiques, en abrégé le prix Brin, est une distinction mathématique qui est décernée à des mathématiciens qui ont fait de remarquables progrès dans le domaine des systèmes dynamiques et ont obtenu leur doctorat depuis moins de 14 années. Le prix est doté par Michael Brin, mathématicien à l'université du Maryland et spécialiste des systèmes dynamiques et porte son nom. Son fils Sergey Brin est un cofondateur de Google.
Le premier prix a été décerné en 2008, et depuis 2009, il est décerné tous les deux ans. Artur Ávila, lauréat 2011, a remporté la médaille Fields en 2014.

## Lauréats
- 2008 : Giovanni Forni pour ses travaux sur les flux préservant l'aire[5],[6],[7].

- 2009 : Dmitry Dolgopyat pour ses travaux sur le mélange rapide de flux[8],[9],[10],[11].

- 2011 : Artur Ávila, pour son travail sur la dynamique de Teichmüller et les transformations intervalle-échange [12],[13],[14].

- 2013 : Omri Sarig pour ses travaux sur la thermodynamique des modèles de Markov dénombrables[15],[16],[17].

- 2015 : Federico Rodriguez Hertz pour ses travaux sur la rigidité géométrique et la rigidité de la mesure et sur l'ergodicité stable des systèmes partiellement hyperboliques.

- 2017 : Lewis Bowen, pour la création de la théorie de l'entropie pour une large classe de groupes non moyennables et sa solution du problème d'isomorphisme pour les actions de Bernoulli de tels groupes[18].
- 2018 : Michael Hochman pour ses travaux en théorie ergodique et en géométrie fractale.
- 2019 : Sébastien Gouëzel pour ses travaux en théorie spectrale des opérateurs de transfert et les propriétés statistiques des systèmes dynamiques hyperboliques et des marches aléatoires sur des groupes hyperboliques.
- 2020  Corinna Ulcigrai pour ses travaux sur la théorie ergodique des flux localement hamiltoniens sur des surfaces et des flux de translation sur des surfaces périodiques.
- 2021 : Tim Austin pour sa preuve de la conjecture faible de Pinsker, pour son approche révolutionnaire des théorèmes ergodiques multiples non conventionnels et pour ses contributions à la théorie géométrique des groupes.
- 2022 : Zhiren Wang pour ses contributions fondamentales à l'étude de la rigidité topologique et de mesure des actions de rang supérieur, et sa preuve de la disjonction de Moebius pour plusieurs classes de systèmes dynamiques.